# Liste des cours d'eau de l'Ain
Pour un article plus général, voir Géographie de l'Ain.

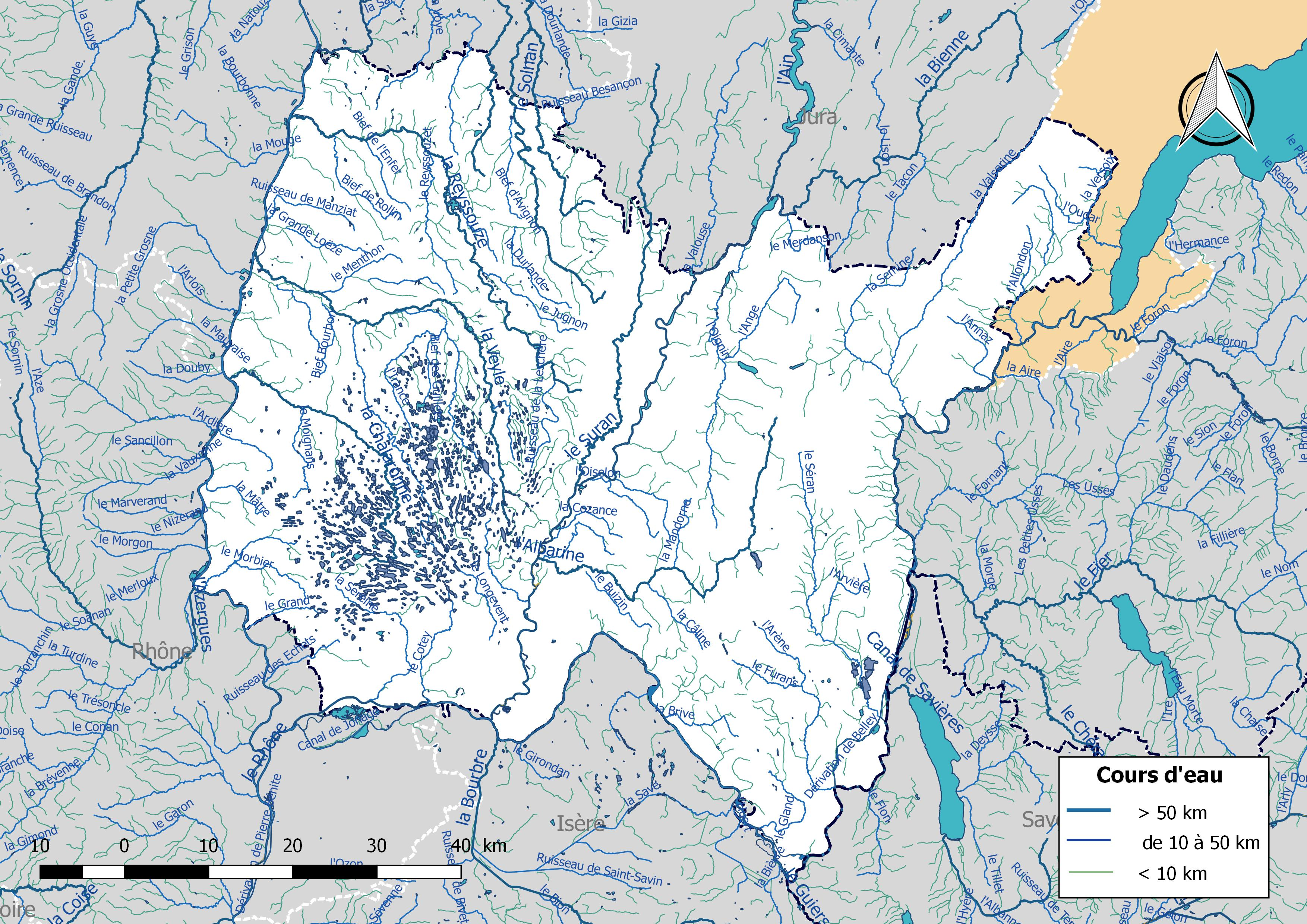
Réseau hydrographique du département de l'Ain.

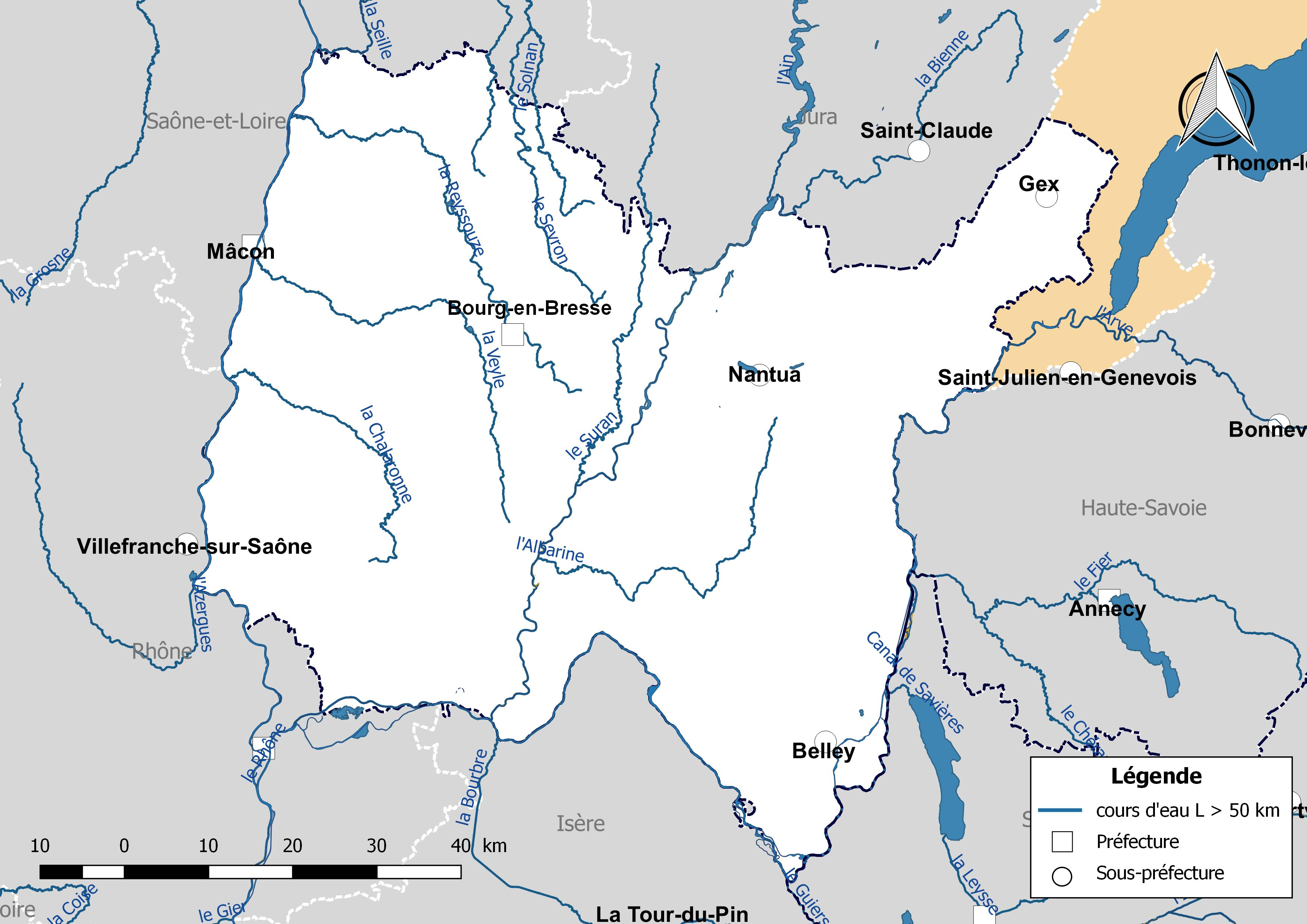
Carte des cours d'eau de longueur supérieure à 50 km drainant le département de l'Ain.

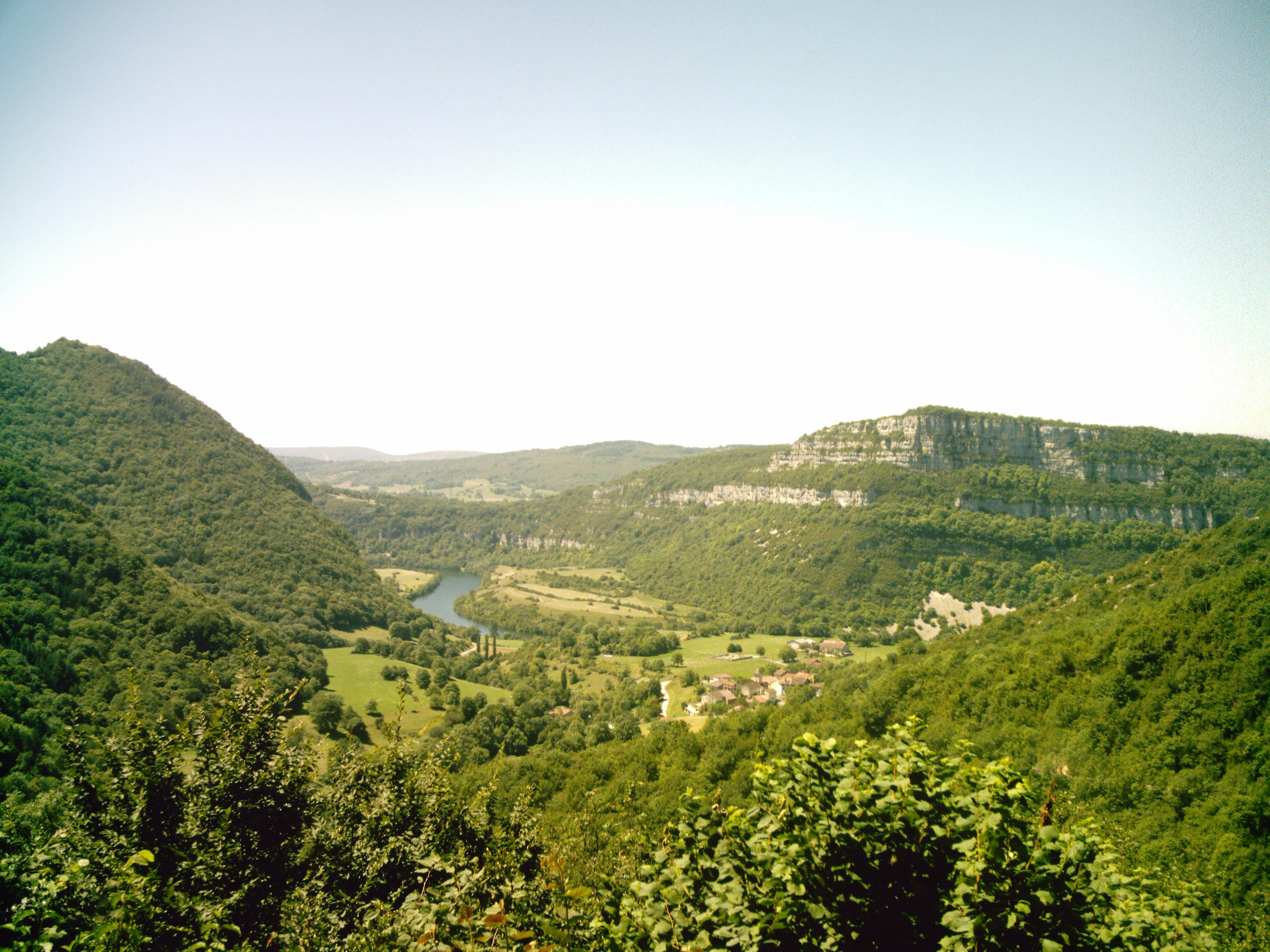
La rivière d'Ain à hauteur de Bolozon.

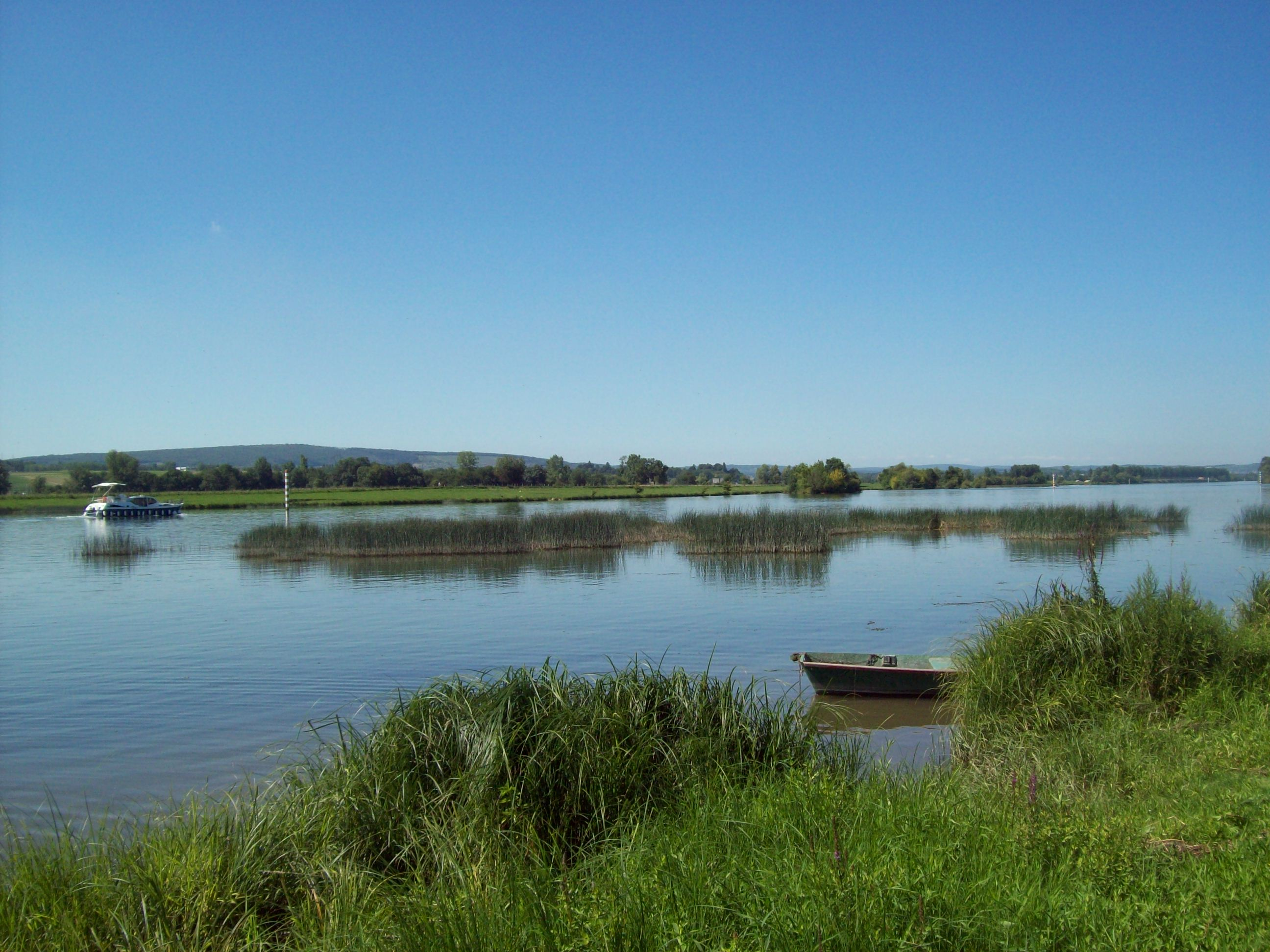
La Saône au Port Celet à Boz.

Liste des fleuves, rivières et autres cours d'eau qui parcourent en partie ou en totalité le département de l'Ain. La liste présente les cours d'eau, généralement de plus de 10 km de longueur sauf exceptions, par ordre alphabétique, par fleuves et bassin versant, par station hydrologique, puis par organisme gestionnaire ou organisme de bassin.

## Classement par ordre alphabétique

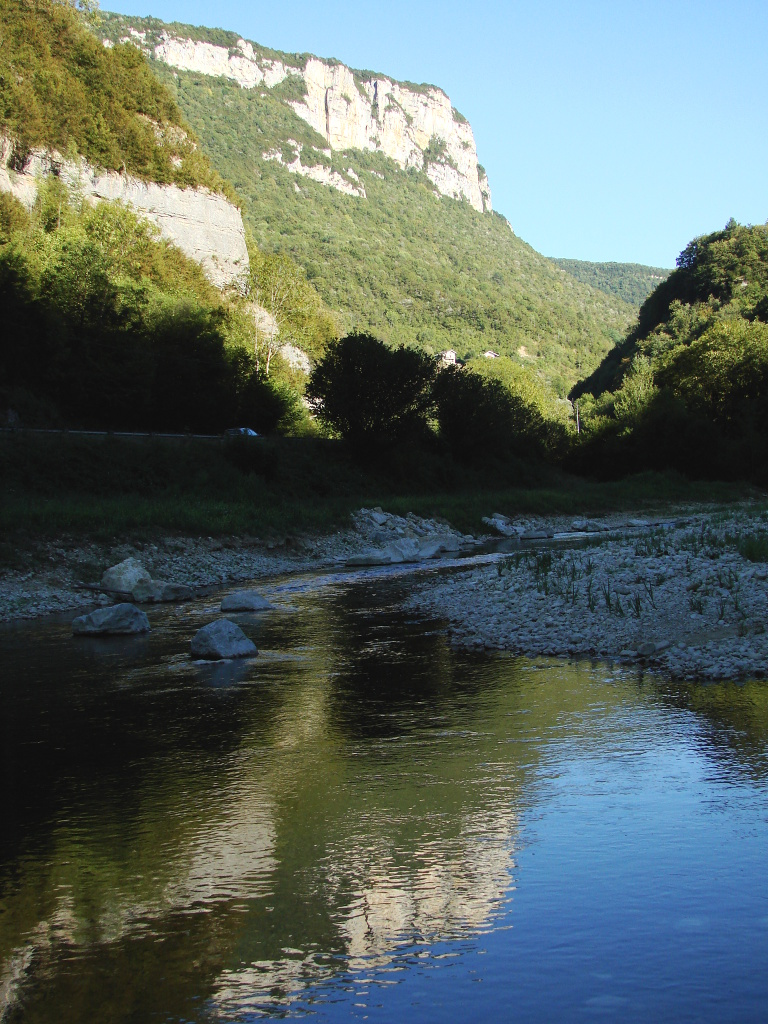
L'Albarine au hameau de Reculafol à Argis.

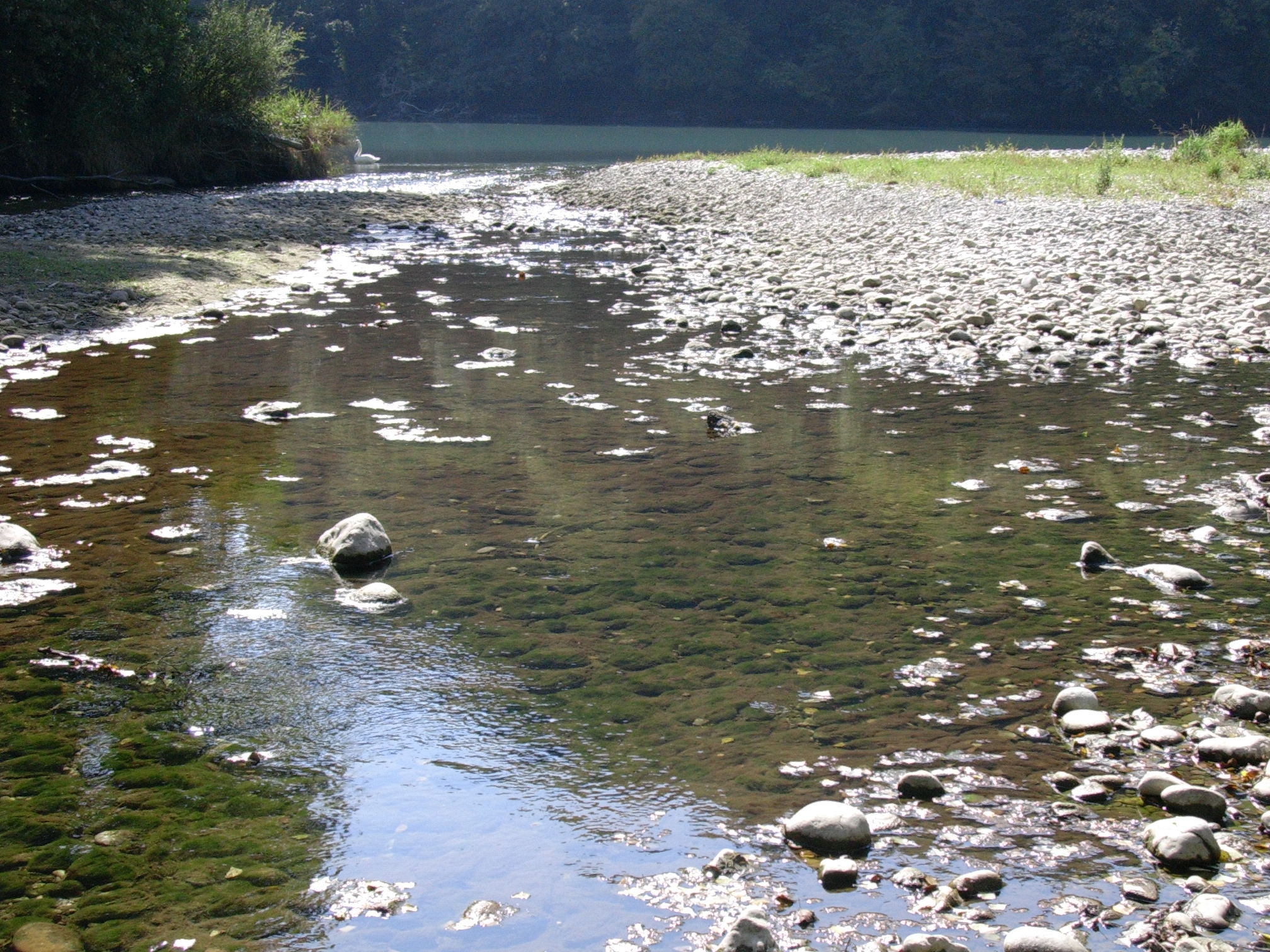
L'embouchure de l'Allondon, sur le Rhône.

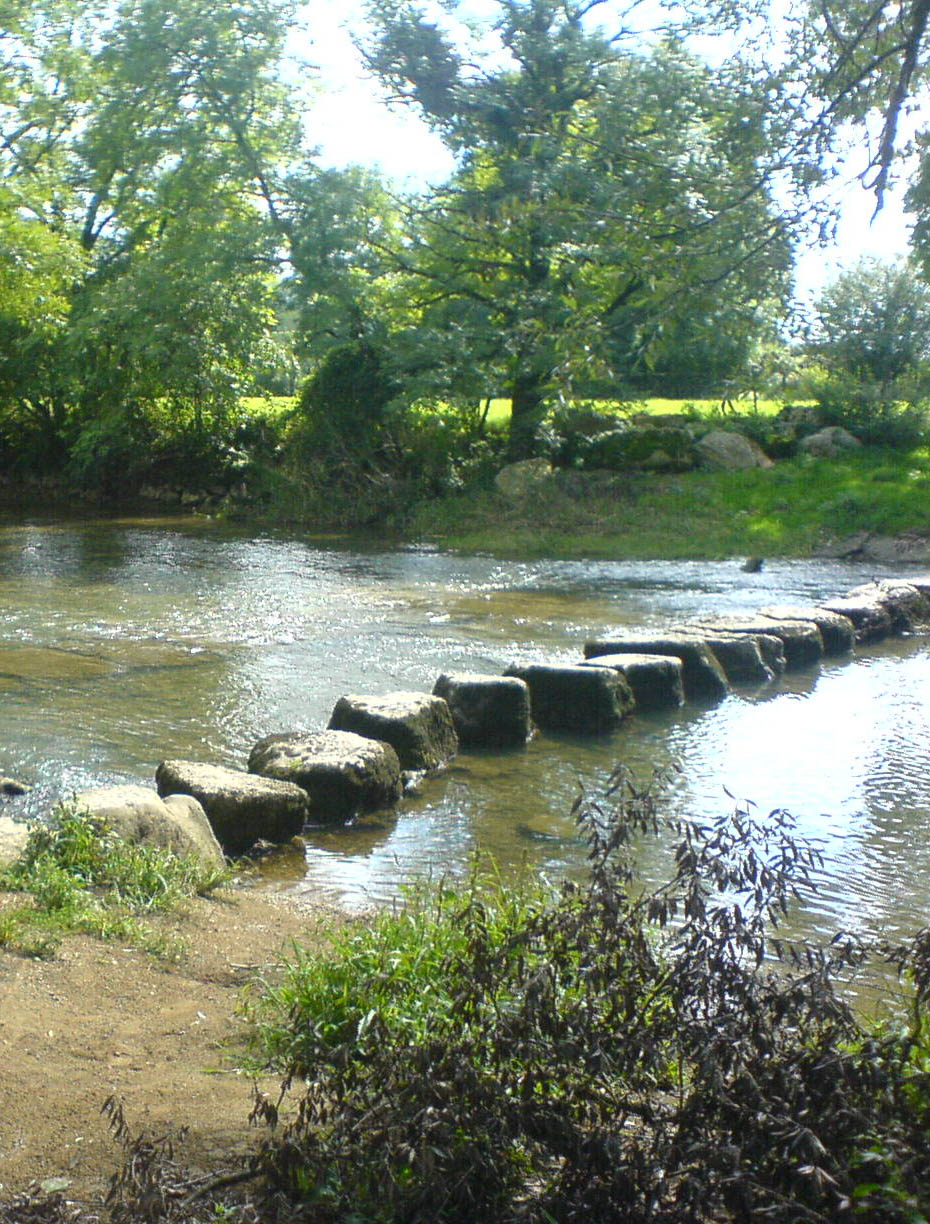
Premier gué de Thiole sur le Suran, sur Simandre-sur-Suran.

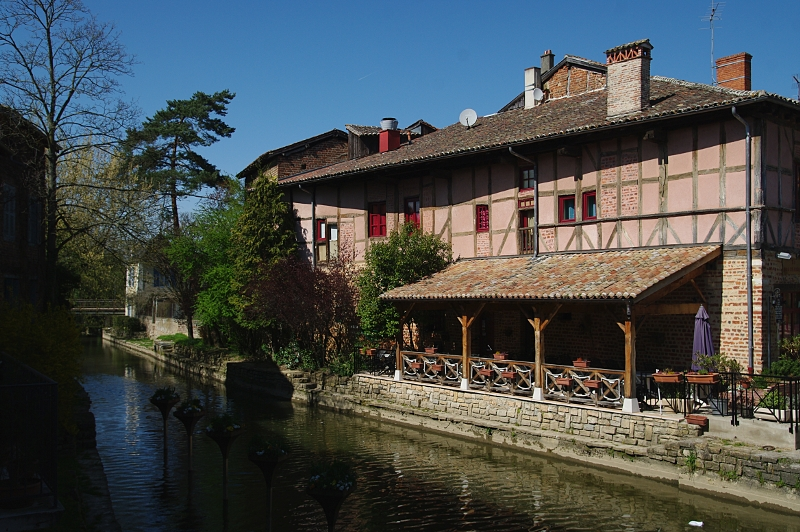
Châtillon-sur-Chalaronne, sur la Chalaronne, dans la Dombes.

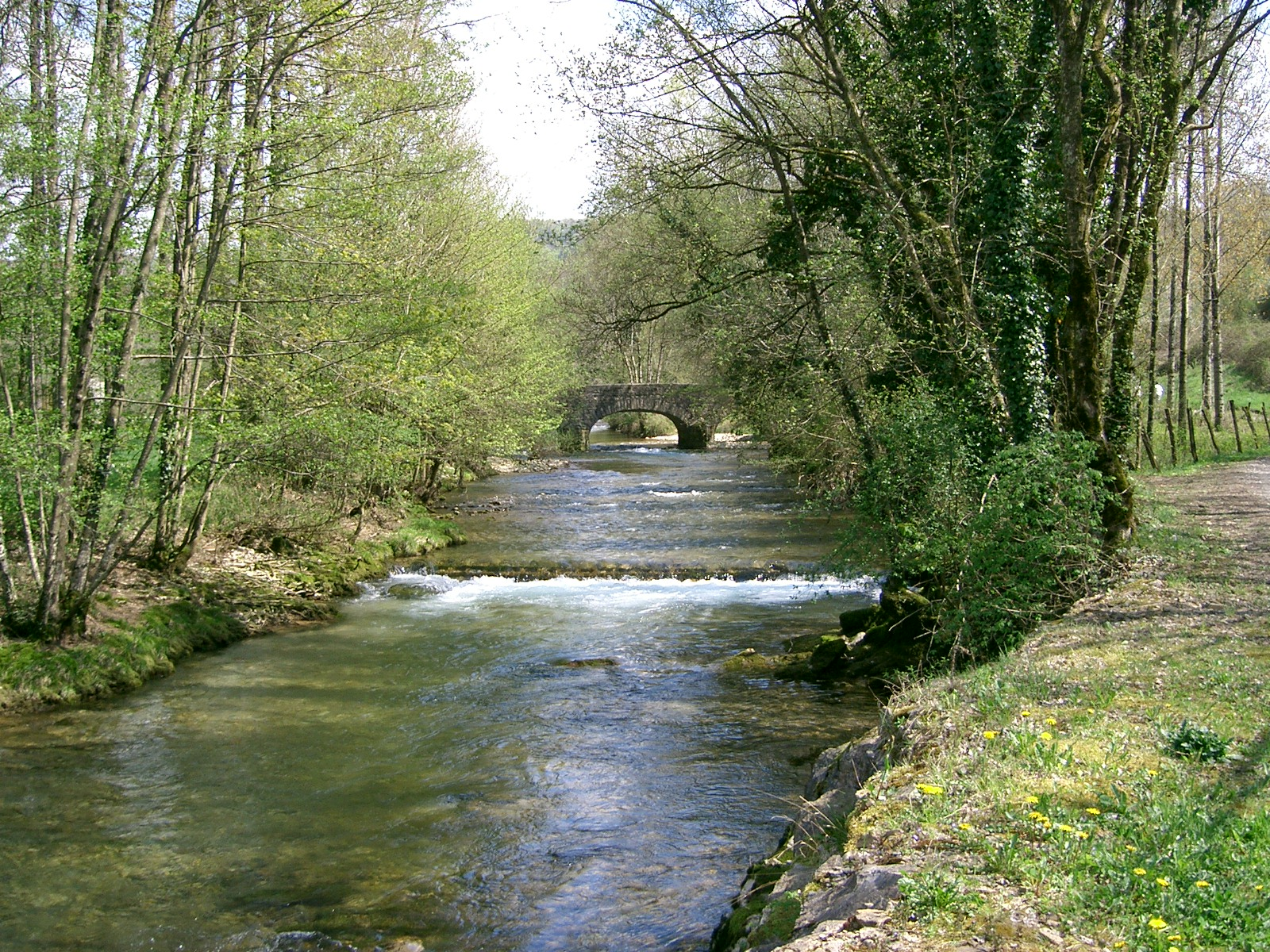
Pont sur la Seille, à l'entrée de Nevy-sur-Seille.

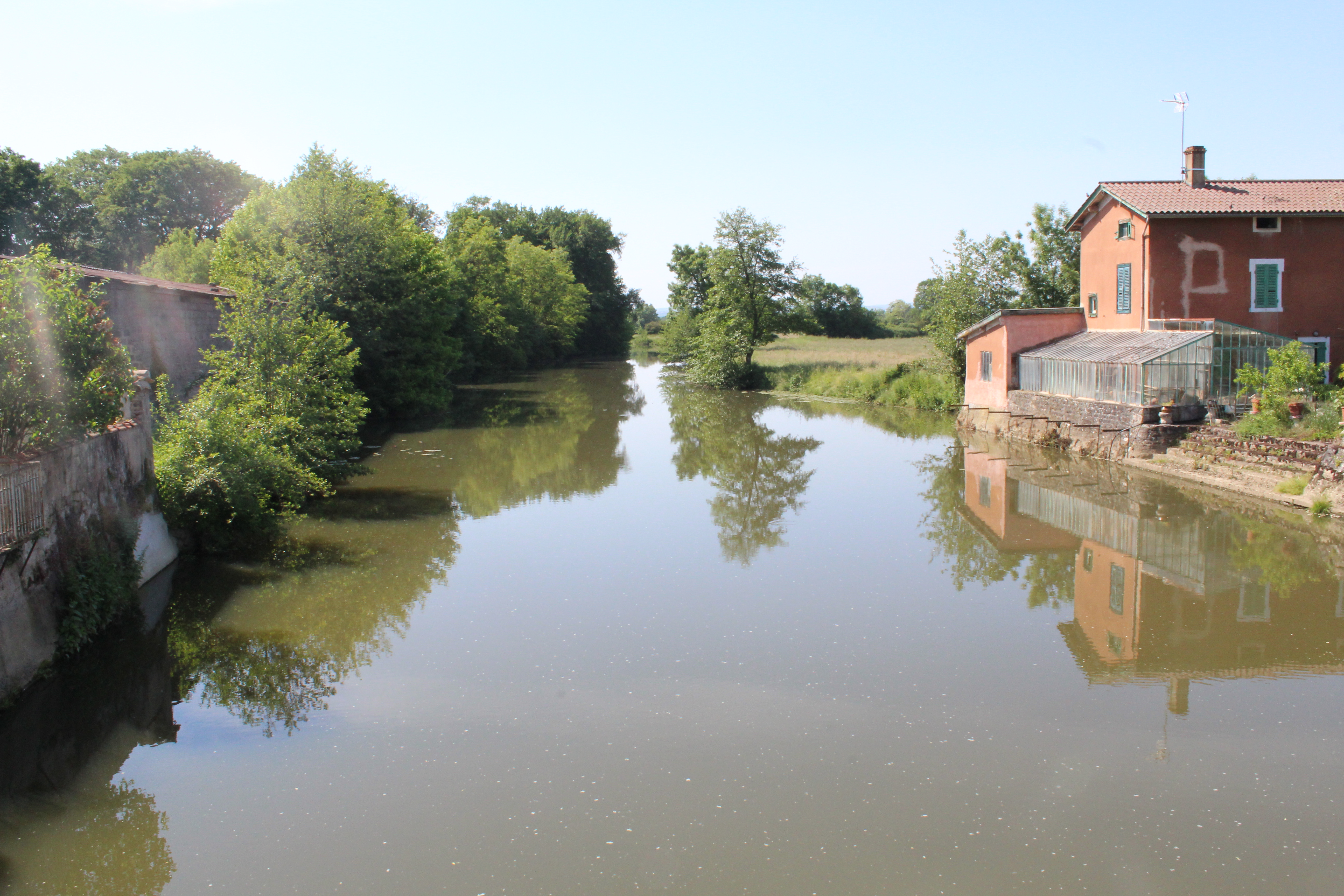
La Veyle à Pont-de-Veyle.

- Ain[S 1], Albarine[S 2], Allondon[S 3], Ange[S 4], Annaz[S 5], Arène[S 6], Arve, Azergues[S 7]
- Besançon[S 8], Bienne[S 9], Brévon[S 10], Brive[S 11], Buizin[S 12]
- Câline[S 13], Callonne[S 14], Canal de Jonage[S 15], Canal de Miribel, Canal de Pont-de-Vaux, Chalaronne[S 16], Cottey[S 17]
- Dérivation de Brégnier-Cordon[S 18], Dévorah[S 19], Dorches[S 20]
- Échets[S 21], Etre[S 22]
- Formans[S 23], Furans[S 24]
- Gland[S 25], Grand Journans[S 26], Grande Loëze[S 27]
- Huert[S 28]
- Irance[S 29]
- Jugnon[S 30]
- Leschère[S 31], Lion[S 32], Loëze[S 33], Longevent[S 34]
- Mandorne[S 35], Mâtre[S 36], Menthon[S 37], Moignans[S 38], Morbier[S 39]
- Nant d'Avril[CH 1]
- Oignin[S 40], Oudar[S 41]
- Pertes du Rhône, Perna[S 42], Petite Veyle[S 43]
- Renon[S 44], Reyssouze[S 45], Rhéby[S 46], Rhône[S 47], Riez[S 48], Rizan[S 49], Ruisseau de Saint-Maurice[S 50]
- Sâne Morte[S 51], Sâne Vive[S 52], Saône[S 53], Seille[S 54], Semine[S 55], Séran[S 56], Sereine[S 57], Sevron[S 58], Seymard[S 59], Solnan[S 60], Souchon[S 61], Suran[S 62]
- Toison[S 63]
- Valouse[S 64], Valserine[S 65], Versoix[S 66], Veyle[S 67], Veyron[S 68], Vézeronce[S 69], Vieux Jonc[S 70], Vieux Rhône[S 71], Voye[S 72].

## Classement par fleuve et bassin versant

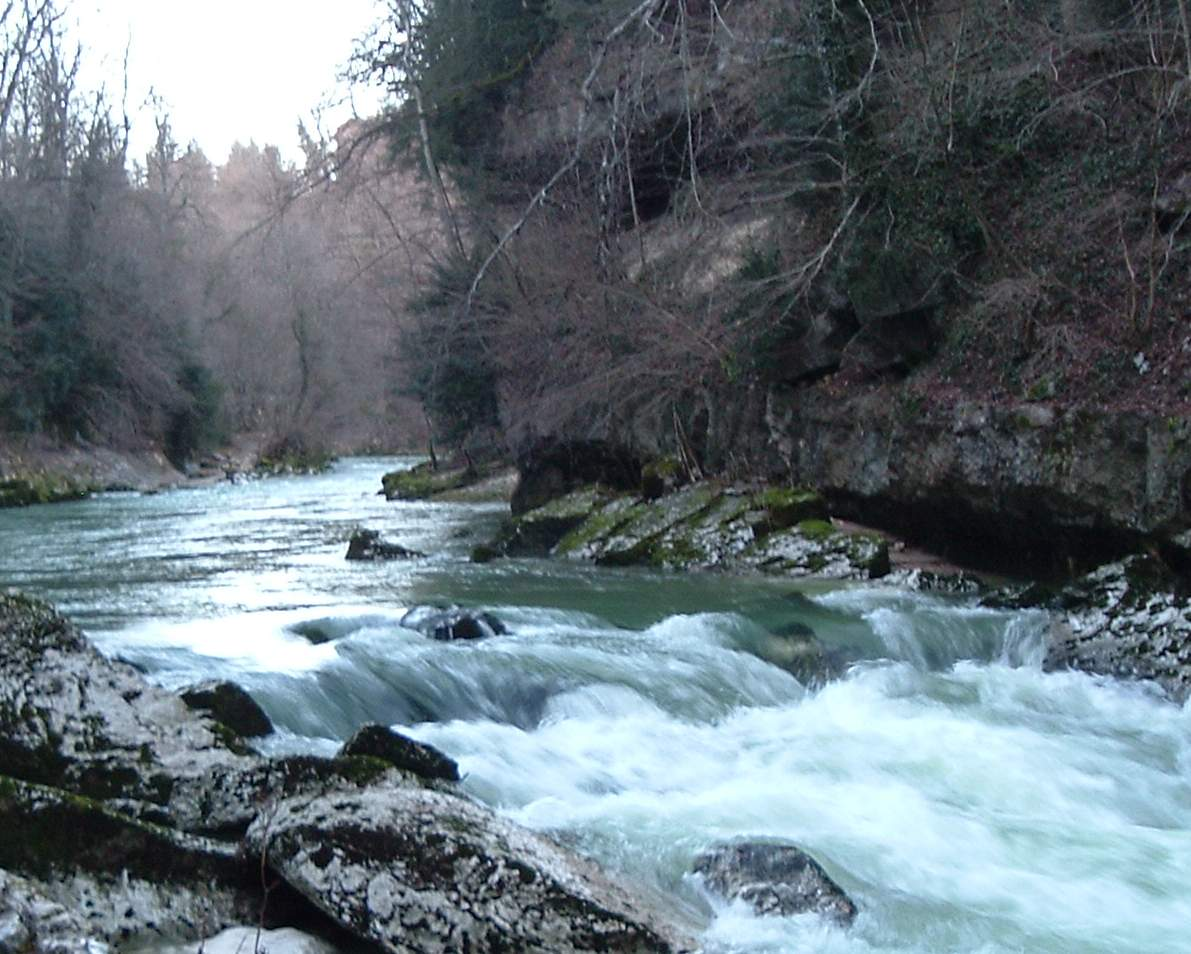
La Valserine en hiver à Bellegarde-sur-Valserine avant la confluence avec le Rhône.

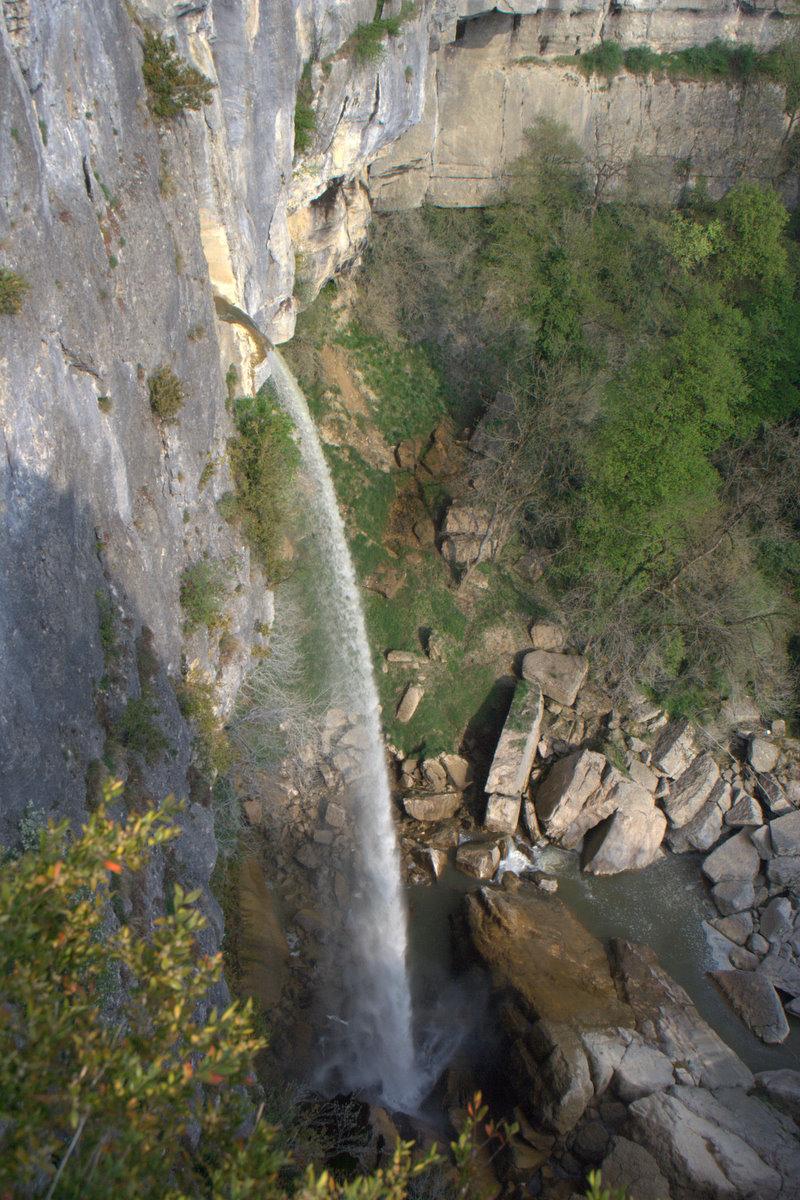
Cascade de Cerveyrieu et le Séran.

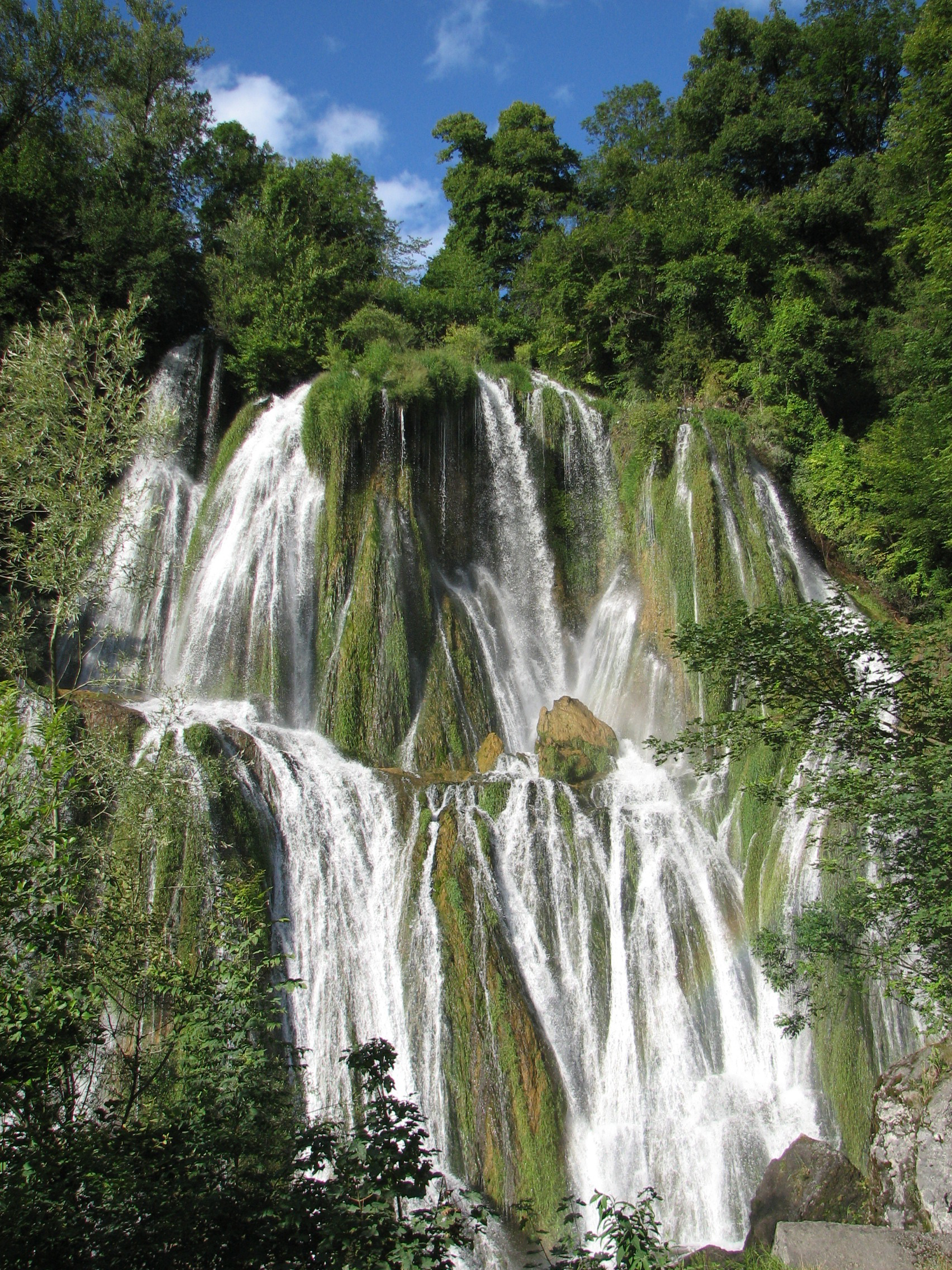
la cascade de Glandieu sur le Gland.

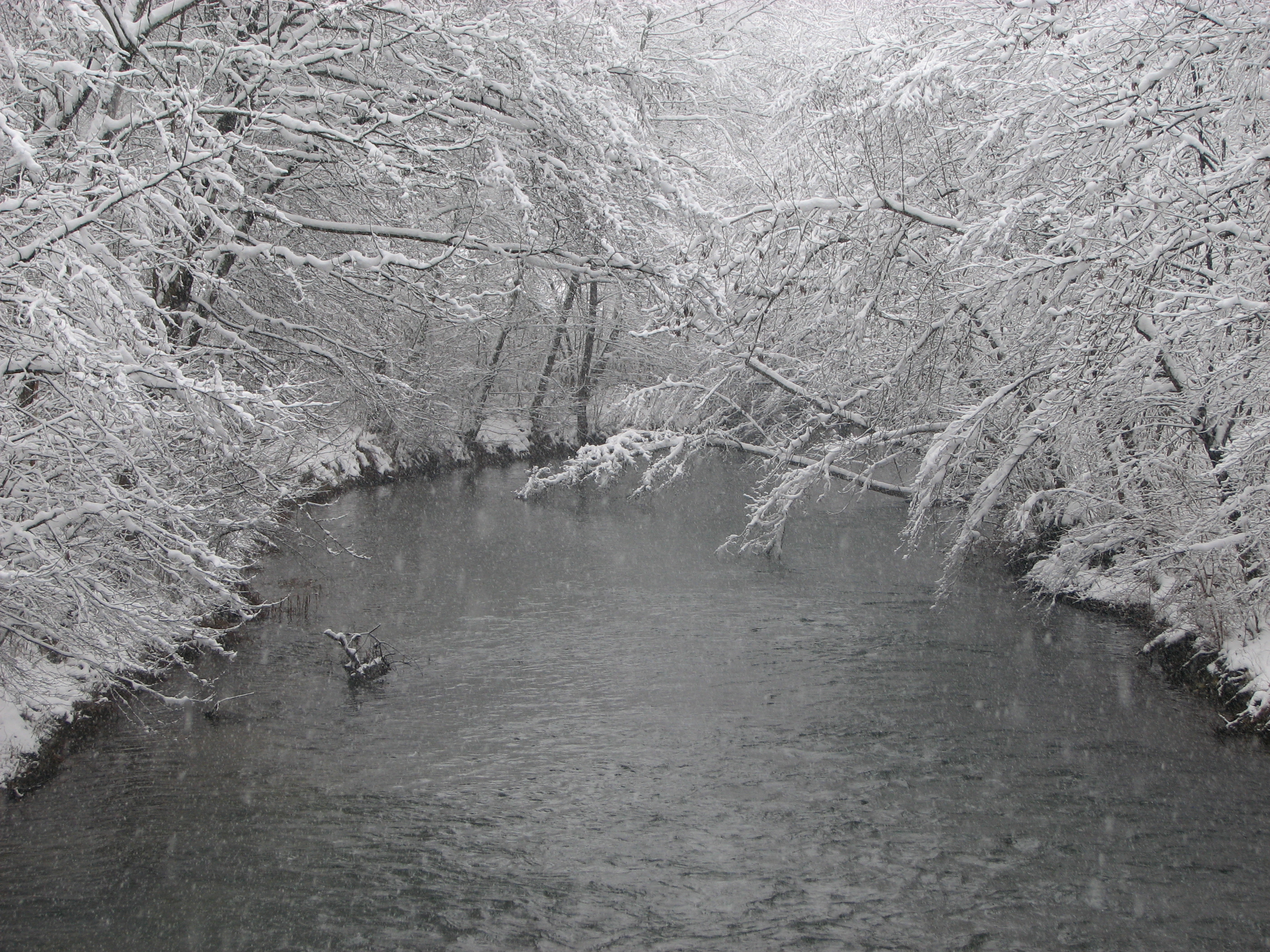
Le Furans vers Peyzieu à Arbignieu, sous la neige.

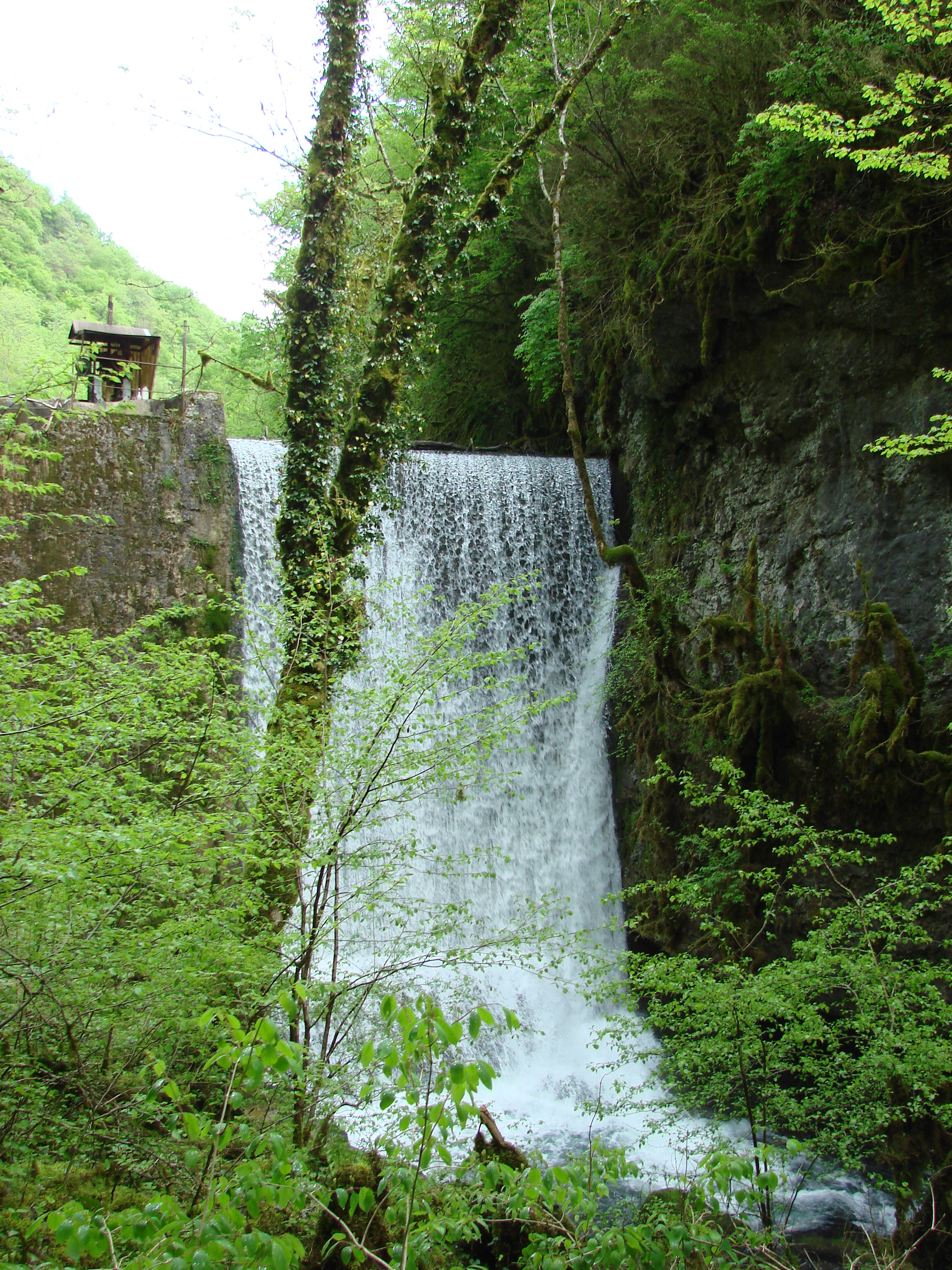
Un barrage hydro-électrique sur la Mandorne.

Le seul fleuve traversant le département Ain est le Rhône, dont les affluents principaux traversant le même département sont l'Ain et la Saône.
- Le Rhône, 812 km[S 47],[note 1]
  - l'Ain (rd) 190 km[S 1]
    - l'Albarine (rg), 59,4 km[S 2]
      - la Mandorne (rd), 10,6 km[S 35]
      - le Seymard (rd), 15,5 km[S 59]

    - le Brévon (rd), 4,3 km[S 10]
      - la Câline (rg), 11,8 km[S 13]

    - la Bienne (rg), 68,8 km[S 9]
    - le Longevent, 13,3 km[S 34]
    - l'Oignin (rg), 43,6 km[S 40]
      - l'Ange (rd), 20,7 km[S 4]

    - le Riez (rd), (13 km)[S 48]
    - le Suran (rd), 74 km[S 62]
    - la Toison (rd), 14,8 km[S 63]
    - la Valouse (rd), 41,8 km[S 64]
    - le Veyron (rd), (8 km)[S 68]

  - l'Allondon (rd), 22 km dont 17,8 km[S 3]
    - le Lion (rg), 9,8 km[S 32]
      - le Grand Journans (rd), 15,4 km[S 26]

  - l'Annaz (rd), 12,8 km[S 5]
  - la Brive (rd) 12,7 km[S 11]
  - le Buizin (rg) 12 km[S 12]
  - le canal de Jonage, 21 km[S 15]
    - le Vieux Rhône, 4,7 km[S 71]
    - le Rizan, 4,1 km[S 49]

  - le canal de Miribel (rd) 18 km
    - le Cottey (rd) 17,6 km[S 17]
    - la Sereine (rd), 24,8 km[S 57]

  - la dérivation de Brégnier-Cordon (rd), 8,1 km[S 18]
    - le Gland (rd), 16,3 km[S 25]

  - la Dorches (rd), 7,3 km[S 20]
  - le Furans (rd), 29,4 km[S 24]
    - l'Arène, 11 km[S 6]

  - l'Huert (rd) 14,4 km[S 28]
  - le Nant d'Avril (rd), 5,6 km[CH 1]
  - la Perna (rg), 10 km[S 42]
  - le Rhéby (rd), 7,8 km[S 46]
  - la Saône (rd), 480 km[S 53]
    - l'Azergues (rd), 61 km[S 7]
    - la Callonne (rg), 10,4 km[S 14]
    - la Chalaronne (rg), 52 km[S 16]
      - le Moignans (rg), 15,1 km[S 38]

    - les Échets (rg), 12,6 km[S 21]
    - le Formans (rg), 16,9 km[S 23]
      - le Morbier (rg), 12,8 km[S 39]

    - la Mâtre (rg), 10,6 km[S 36]
    - la Reyssouze (rg), 75,1 km[S 45]
      - le Bief du Dévora (rd), 2,9 km[S 19]
      - le Jugnon (rd), 17,3 km[S 30]
      - la Leschère (rg), 15,7 km[S 31]

    - le Ruisseau de Saint-Maurice (rg), 8,3 km[S 50]
    - la Grande Loëze ou la Petite Loëze (rg), 11,8 km[S 27]
    - la Loëze ou Ruisseau de Manziat (rg), 15,2 km[S 33]
    - la Seille (rg), 100 km[S 54]
      - la Sâne Vive (rg), 46,8 km[S 52]
        - la Sâne Morte (rd), 54,6 km[S 51]
        - le Souchon (rg), 9,5 km[S 61]
        - la Voye (rg), 17,5 km[S 72]

      - le Solnan (rg), 61,6 km[S 60]
        - le Besançon (rd), 14,4 km[S 8]
        - le Sevron (rg), 54,6 km[S 58]

    - la Veyle (rg), 66,8 km[S 67]
      - l'Etre (rd), 3,6 km[S 22]
      - le Vieux Jonc (rd), 27,6 km[S 70]
        - l'Irance (rg), 31,2 km[S 29]

      - le Menthon (rd), 13,1 km[S 37]
      - la Petite Veyle (rg), 8,2 km[S 43]
      - le Renon (rg), 40,8 km[S 44]

  - le Séran (rd), 41,8 km[S 56]
  - la Valserine (rd), 47,6 km[S 65]
    - la Semine (rd), 25,8 km[S 55]

  - la Versoix (rd), 21,9 km[S 66]
    - l'Oudar (rd), 11,5 km[S 41]

  - la Vézeronce (rd), 7 km[S 69]

## Hydrologie oustation hydrologique
la Banque Hydro a référencé les cours d'eau suivants : 
- l'Ain à 
  - L'Abergement-Clémenciat[BH 1], Serrières-sur-Ain[BH 2], Pont-d'Ain[BH 3], Chazey-sur-Ain[BH 4]
- l'Albarine à 
  - Saint-Rambert-en-Bugey[BH 5], Chaley[BH 6], Saint-Denis-en-Bugey (Pont Saint Denis)[BH 7]
- l'Allondon à 
  - Saint-Genis-Pouilly[BH 8], Échenevex (Naz-Dessous)[BH 9]
- l'Ange à Brion[BH 10]
- la Chalaronne à 
  - Villars-les-Dombes[BH 11], Châtillon-sur-Chalaronne[BH 12]
- le Furans à 
  - Pugieu (Pont du Martinet, 1)[BH 13], Pugieu (Pont du Martinet, 2)[BH 14], Arbignieu (Pont de Peyzieu)[BH 15]
- le Groin à Artemare (Cerveyrieu)[BH 16]
- le Lion à Prévessin-Moëns (Vesegnin)[BH 17]
- le Longevent à Pérouges (Meximieux)[BH 18]
- l'Oignin à 
  - Maillat (Pontet)[BH 19], Maillat (Village)[BH 20]
- le Renon à Neuville-les-Dames[BH 21]
- la Reyssouze à 
  - Montagnat[BH 22], Bourg-en-Bresse (Majornas)[BH 23], Journans (Source de la Reyssouze)[BH 24], Saint-Julien-sur-Reyssouze[BH 25]
- le Rhône à 
  - Saint-Maurice-de-Beynost (Z.I.)[BH 26], Pougny[BH 27], Pougny[BH 28], Injoux-Génissiat (Bognes)[BH 29], Surjoux[BH 30], Brens[BH 31], Brens (N° 2)[BH 32], Sault-Brénaz[BH 33], Lagnieu[BH 34]
- la Saône à Trévoux[BH 35]
- la Semine à 
  - Châtillon-en-Michaille (Coz)[BH 36], Saint-Germain-de-Joux (Les Marionettes)[BH 37]
- le Séran à Belmont-Luthézieu (Bavosière)[BH 38]
- la Sereine à Montluel[BH 39]
- le Sevron à 
  - Saint-Étienne-du-Bois (Pont du Chatelet)[BH 40], Bény[BH 41]
- le Solnan à :
  - Verjon (source)[BH 42], Verjon (village)[BH 43], Domsure[BH 44]
- la Source Bleue à Dortan[BH 45]
- le Suran à 
  - Simandre-sur-Suran[BH 46], Neuville-sur-Ain (La Planche)[BH 47], Pont-d'Ain[BH 48], Germagnat (Lassera)[BH 49], Germagnat[BH 50] (résurgence) à Neuville-sur-Ain (Bourbu)[BH 51]
- la Toison à Rignieux-le-Franc[BH 52]
- la Valserine à 
  - Chézery-Forens (Les Hirondelles)[BH 53], Chézery-Forens (Chézery)[BH 54], Lancrans (Moulin de Metral)[BH 55], Lancrans (Le Viret)[BH 56], Lélex (Niaizet)[BH 57]
- la Veyle à 
  - Lent[BH 58], Vonnas (Vonnas)[BH 59], Biziat (gourt des parties)[BH 60]
- le Vieux Jonc à Buellas (Corgenon)[BH 61]